# Beinformel
Die Beinformel dient in der Arachnologie zur vereinfachten Beschreibung der Beinlänge von Webspinnen als Bestimmungshilfe. Die vier Beinpaare werden von vorn nach hinten meist mit römischen Ziffern durchnummeriert und in der Reihenfolge absteigender Länge angegeben:
- „I, IV, II, III“ ist die Beinformel für Chilobrachys huahini Schmidt & Huber, 1996, einer Vogelspinne aus Thailand.
- Norman I. Platnick gibt die Beinformel für die gattung Segestrioides mit „1423“ an.

Zur Bestimmung wird aber auch die Pedipalpenlänge mit einbezogen; häufig auch die Scopula der Tarsen, die Behaarung und Bestachelung der Beinglieder Femur, Patella, Tibia, Metatarsus, Tarsus.
Tabelle: Gliedmaßen in mm von Chilobrachys huahini
|            | Femur | Patella | Tibia | Metatarsus | Tarsus | Gesamtlänge |
| ---------- | ----- | ------- | ----- | ---------- | ------ | ----------- |
| Pedipalpen | 13,5  | 8       | 10    | -          | 9,5    | 41          |
| Bein I     | 20    | 11      | 11    | 14         | 8      | 71          |
| Bein II    | 18    | 10      | 13    | 11         | 8      | 60          |
| Bein III   | 14    | 9       | 11    | 12         | 8      | 54          |
| Bein IV    | 20    | 10      | 15    | 16         | 9      | 70          |